# Vidua larvaticola
La viuda de Barka (Vidua raricola) en un ave del género Vidua perteneciente a la familia Viduidae. Viven en África, concretamente en Camerún, Etiopía, Gambia, Ghana, Guinea, Nigeria, Sudán y Sudán del Sur. Su nombre procede del idioma hausa.